# Gebietsschutz (Wettbewerbstheorie)
Gebietsschutz ist in der Wettbewerbstheorie und im Wettbewerbsrecht die Zuweisung einer Region an einen Verkäufer zur exklusiven Marktbearbeitung und die Zusage, dass die vertriebenen Produkte oder Dienstleistungen nicht über andere Absatzhelfer, Absatzketten oder Absatzmittler in die geschützte Region gelangen werden.

## Allgemeines
Gebietsschutz gibt es in dieser Form im Arbeitsrecht, im Handel sowie im Bank- und Versicherungswesen. Er besteht darin, dass ein Arbeitgeber oder ein Hersteller/Unternehmer seinen Vertrieb dergestalt organisiert, dass Produkte oder Dienstleistungen in einer konkret beschriebenen Region (etwa Postleitzahlenbezirke) ausschließlich von einem bestimmten Rechtssubjekt vermarktet werden dürfen.

## Arten
Es gibt Gebietsschutz durch Gesetze oder in Verträgen wie dem Arbeitsvertrag.
- Gesetzlicher Gebietsschutz:
  - Anschluss- und Benutzungszwang: Die Gemeinden sind ermächtigt, die der Daseinsvorsorge dienenden öffentlichen Aufgaben (beispielsweise Wasserversorgung, Abwasserbeseitigung, Abfallentsorgung oder Straßenreinigung) auf dem Gemeindegebiet zu monopolisieren und damit den Wettbewerb auszuschalten.
  - Für Apotheken besteht in Deutschland seit dem „Apotheken-Urteil“ vom Juni 1958 Niederlassungsfreiheit, wonach überall und jederzeit eine Apotheke gegründet werden darf, sofern die entsprechenden Gesetze befolgt werden.[2] Dadurch ist der Gebietsschutz entfallen.
  - Bei Ärzten beschränkt sich der Gebietsschutz auf Arztpraxen mit umfangreicher Apparatemedizin wie in der Dialyse, wo aus Gründen der Wirtschaftlichkeit das hohe Investitionsrisiko gesichert werden muss.[3] Allgemein genießen Arztpraxen von Vertragsärzten wegen der Bedarfsplanung durch die Kassenärztlichen Vereinigungen einen faktischen Gebietsschutz.
  - Der Amtsbezirk der Notare ist gemäß § 11 Abs. 1 BnotO der Oberlandesgerichtsbezirk, in dem sie ihren Amtssitz haben. Der Notar darf Urkunds-Tätigkeiten außerhalb seines Amtsbezirks nur vornehmen, wenn Gefahr im Verzug ist oder die Aufsichtsbehörde (Notarkammer) dies genehmigt hat (§ 11 Abs. 2 BnotO). Notare aus anderen Amtsbezirken ist deshalb im Regelfall die Amtstätigkeit im geschützten Bezirk untersagt.
  - Schornsteinfeger (auch in ihrer Funktion als Instanz des Brandschutzes): Schornsteinfeger besaßen bis 2013 ein Kehrmonopol, weil sie vom Regierungspräsidenten oder Landratsamt einen Kehrbezirk zugewiesen bekamen. Das Schornsteinfeger-Handwerksgesetz (SchfHwG) schreibt die Einrichtung von Kehrbezirken in § 7 SchfHwG vor. Wer für einen Kehrbezirk bestellt ist, heißt bevollmächtigter Bezirksschornsteinfeger (§ 8 Abs. 1 SchfHwG) und ist für sieben Jahre bestellt (§ 10 SchfHwG). Das Kehrmonopol gilt lediglich noch bei der Feuerstättenschau, Schornsteinfegerarbeiten unterliegen dagegen dem Wettbewerb.
  - Die Geschäftsgebiete öffentlich-rechtlicher Sparkassen sind in den regionalen Sparkassengesetzen und den Satzungen durch das geltende Regionalprinzip auf das Gebiet ihres Trägers (Gemeinde, Gemeindeverband, Landkreis) begrenzt. Das hat zur Folge, dass sich auch sämtliche Zweigstellen der Sparkassen auf dem Gebiet des Trägers befinden müssen. Fremde Sparkassen dürfen sich im Geschäftsgebiet nicht betätigen, wohl aber andere Kreditinstitute. Eine Ausdehnung des Geschäftsgebiets ergibt sich unmittelbar aus Gemeindefusionen, wenn die betroffenen Gemeinden jeweils Träger einer eigenen Sparkasse sind. Durch das strenge Regionalprinzip wird verhindert, dass konkurrierende Sparkassen als Wettbewerber auf demselben regionalen Markt auftreten.
  - Auch die Geschäftsgebiete öffentlicher Versicherer waren in deren Satzungen festgelegt. Wegen der Zuständigkeit der Länder für die Ausgestaltung des öffentlich-rechtlichen Versicherungswesens war das Regionalprinzip zu beachten, wodurch sich das Geschäftsgebiet auf das Gebiet des jeweiligen Bundeslandes beschränkte und eine räumliche Arbeitsteilung ermöglichte.[4] Beim Bannrecht zu Gunsten der öffentlichen Versicherer bestand zwar keine Versicherungspflicht, im Falle der Versicherung eines Gebäudes musste diese jedoch bei einem öffentlichen Versicherer abgeschlossen werden (Monopolversicherung). Durch die Deregulierung im Juli 1994 sind Bannrecht und Versicherungspflicht entfallen.
- Vertraglicher Gebietsschutz:
  - akqusitorisch tätige Absatzhelfer erwerben kein Eigentum an der zu verkaufenden Ware. Zu ihnen gehören insbesondere Agenturen, Einkaufsgemeinschaften, der Außendienst (Handelsmakler, Handelsvertreter, Reisende, Versicherungsvertreter) oder Kommissionäre, die oft einen Gebietsschutz erhalten, durch den andere konkurrierende Rechtssubjekte vom Vertrieb im geschützten Gebiet ausgeschlossen werden. Die Vertriebsmitarbeiter von Versicherungen bekommen ihr Gebiet auf der Basis von Postleitzahlen oder Regionen zugewiesen.
  - Absatzmittler, die Waren erwerben (also Eigentümer werden), anschließend die Ware wieder verkaufen und zwischen Herstellern und Verbrauchern agieren, sind Händler (Einzelhandel, Großhandel, Vertragshändler, Exporteure oder Importeure). Der Gebietsschutz verringert ihr Lagerrisiko und erhöht ihre Vertriebssicherheit. Im Handel ist jede Art von Alleinvertriebsrecht ein Zeichen für monopolistischen Gebietsschutz. Wird jedoch einem Lizenznehmer die Eigenschaft eines Alleinvertriebshändlers für ein bestimmtes Vertragsgebiet verliehen, so kann diese Vereinbarung dem Kartellverbot des § 1 GWB unterliegen.[5]
  - Nach dem Franchisesystem arbeitende Handelsketten (etwa Fast-Food-Ketten, Supermärkte) können dem einzelnen selbständigen Franchisenehmer durch Gebietsschutz die notwendige Planungs- und Investitionssicherheit verschaffen.[6] Gebietsschutz bedeutet, dass weder der Franchisegeber selbst im Vertragsgebiet einen Laden eröffnen noch ein anderer Franchisenehmer ein Ladenlokal eröffnen darf.[7] Der Franchisenehmer kann dadurch das Marktpotenzial in seinem Vertragsgebiet alleine ausschöpfen.
  - Gebietskartelle unterliegen dem Kartellverbot des § 1 GWB. So dürfen beispielsweise Erdgasversorger und ihre Lieferanten in ihren Lieferverträgen keinen Gebietsschutz vereinbaren.[8]

In den öffentlich-rechtlichen Kontext fallen auch Jagdbann und Fischrecht, zwei Bereiche, in denen Pflegeaufgaben und Wirtschaftliches verbunden sind, und die nicht an Besitz von Grund und Boden geknüpft sind.
Beim „vertikalen Kartell“ schließt ein Monopolist, etwa ein Verlag oder Produzent von Markenartikeln mit Alleinstellungsmerkmalen, mit dem Handel so genannte „Vertikalabreden“. In Vertriebsverträgen verpflichten sich die Endverkäufer zur Einhaltung von Preisbindungen oder zur Respektierung eines absoluten Gebietsschutzes zu Nachbarhändlern. Vertikale Kartelle sind ‚unechte’ Wirtschaftskartelle, weil hier ein Monopolist Kontrolle über u. U. durchaus viele wettbewerbswillige Händler ausübt.
Das frühere Briefmonopol war ein gesetzliches Postmonopol des Postgesetzes, das der Deutschen Post AG den alleinigen Transport von Brief- und Katalogsendungen bis 100 Gramm (2005) bzw. 50 Gramm (2007) sicherte. Mit Aufhebung des Postmonopols am 1. Januar 2008 entfiel für die Post-Wettbewerber die zwangsweise Beschränkung auf die so genannten höherwertigen Dienstleistungen.

## Wirtschaftliche Aspekte
Vertraglicher Gebietsschutz bedeutet für konkurrierende Anbieter eine Marktzutrittsschranke. Er sichert den mit Alleinvertrieb ausgestatteten Unternehmen ein Gebietsmonopol. Dem Wirtschaftswachstum werden durch das Gebietsmonopol gewisse, aber recht weite Grenzen gesetzt. Sparkassen sind deshalb nur mittelbar in der Lage, am stärkeren Wachstum anderer Regionen zu partizipieren. Das gilt auch für andere Unternehmen oder Verkäufer, deren Gebietsschutz ihnen zwar das Vertriebsgebiet sichert, ihnen aber verbietet, in anderen Regionen tätig zu werden.
Die Monopolkommission hat im XX-Hauptgutachten unter anderem eine Abschaffung des Regionalprinzips bei den Sparkassen empfohlen. Grund für die Kritik bei den kommunalen Sparkassen ist, dass das Regionalprinzip in den Sparkassengesetzen als gesetzliches Zwangskartell normiert sei. Nach Ansicht der Monopolkommission gibt es keine wettbewerbliche Rechtfertigung für das Regionalprinzip. Es verstößt nach Auffassung der Kommission sogar gegen Art. 106 Abs. 1 AEUV. Danach ist es verboten, in Bezug auf öffentliche Unternehmen Maßnahmen zu treffen oder beizubehalten, die den europäischen Verträgen und insbesondere den Wettbewerbsregeln (Art. 101 ff. AEUV) widersprechen. Sparkassen sind öffentliche Unternehmen im Sinne dieser Vorschrift, so dass ein gesetzlicher Gebietsschutz wettbewerbswidrig sei.

## International
In Österreich genossen Apotheken zunächst noch bis Juni 2016 nach § 10 Apothekengesetz Gebietsschutz, indem die Zahl der Apotheken nach Einwohnerzahl bemessen wurde und in Gemeinden ohne Arztpraxis keine Apotheke eröffnet werden durfte. Der EuGH sah hierin einen Verstoß gegen die Niederlassungsfreiheit, verbot jedoch nicht grundsätzlich, den Bedarf nach einer neuen öffentlichen Apotheke zu prüfen, sondern stufte ihn nur als EU-widrig ein. Deshalb entschied der VwGH, dass eine unveränderlich festgelegte Anzahl von zu versorgenden Personen pauschal als Grundlage für die Lizenzerteilung genommen werden darf. Danach muss die Behörde im Einzelfall prüfen, ob besondere örtliche Verhältnisse vorliegen, die ein Unterschreiten der Grenze von 5.500 zu versorgenden Personen rechtfertigen. Um der Rechtsprechung des EuGH zu entsprechen, hat die Behörde dabei „in jedem einzelnen Fall zu prüfen“, ob allenfalls besondere örtliche Verhältnisse vorliegen, und ihre Entscheidung entsprechend zu begründen. Der VwGH geht davon aus, dass mit dieser Novelle die in den Entscheidungen des EuGH in den Rechtssachen C-367/12 und C-634/15 geforderte Flexibilität der der Prüfung des Bedarfs an einer neu zu errichtenden öffentlichen Apotheke zugrunde liegenden nationalen Regelung hergestellt ist.
Eine sehr unterschiedliche Regelung gibt es beim Gebietsschutz für Apotheken in den EU-Mitgliedstaaten, denn er ist demografisch (Einwohner pro Apotheke) oder regional (Mindestabstand der Apotheken zueinander) geregelt. In 17 der 28 EU-Mitgliedstaaten gibt es Regeln für die Niederlassung. Finnland, Frankreich, Österreich und Spanien verfügen über Niederlassungsbeschränkungen.
In der Schweiz wird bei vertikalen Abreden die Beseitigung wirksamen Wettbewerbs vermutet, wenn sie die Festsetzung von Mindest- oder Festpreisen oder einen absoluten Gebietsschutz zum Gegenstand haben (Art. 5 Abs. 4 KG). Der Tatbestand des absoluten Gebietsschutzes aus Art. 5 Abs. 4 KG setzt einen Vertriebsvertrag, eine Gebietszuweisung und einen gebietsübergreifenden Verkaufsausschluss voraus. Ein indirekter absoluter Gebietsschutz umfasst sämtliche Maßnahmen, mit denen Händler dazu gebracht werden sollen, Anfragen aus bestimmten Gebieten
nicht zu bedienen, etwa durch die Verweigerung oder Reduktion von Prämien oder Rabatten, Beendigung der Belieferung, Verringerung der Liefermenge, Androhung der Vertragskündigung und höheren Preisen für auszuführende Produkte.